# غارنت كلارك
غارنت كلارك (بالإنجليزية: Garnet Clark)‏ هو عازف بيانو أمريكي، ولد في 1917 في واشنطن العاصمة في الولايات المتحدة، وتوفي في 1938.

## وصلات خارجية
- غارنت كلارك على موقع ميوزك برينز (الإنجليزية)
- غارنت كلارك على موقع ديسكوغز (الإنجليزية)